# Богомолова, Зоя Алексеевна
Зоя Алексе́евна Богомо́лова (5 февраля 1923, станица Озёрное — 13 октября 2012) — российская писательница, литературовед, литературный критик, педагог, главный редактор журнала «Италмас» (2008—2012). Член Союза писателей СССР (1973). Заслуженный работник культуры Удмуртской АССР (1987). Лауреат Государственной премии Удмуртской Республики (1992). Почётный гражданин Удмуртской Республики (2002).

## Биография
Родилась 5 февраля 1923 года в станице Озёрное Тепловского района (ныне Первомайский район, Оренбургская область) в семье служащих. В 1939 году окончила среднюю школу в станице Тепловской.
После окончания в 1941 году Чкаловского (Оренбургского) учительского института работала учителем русского языка в средней школе Кувандыкского района Оренбургской области, затем директором семилетней школы в станице Сергиевская Оренбургской области, учительницей русского языка и литературы Змиёвской средней школы в Харьковской области.
В 1948 году окончила Ставропольский педагогический институт, в 1952 — аспирантуру. В 1953 году защитила кандидатскую диссертацию в педагогическом институте имени Крупской в Москве.
1953—1958 гг. — зав. кафедрой русской и советской литературы в Муромском государственном педагогическом институте.
В 1958 году, после реформирования Муромского института, была назначена доцентом кафедры русской, советской и зарубежной литературы Удмуртского государственного педагогического института, с 1971 года — профессор. На протяжении 20 лет читала курсы «Русская литература XIX века», «Литература XX века», «Советская литература», «Фольклор», «Детская литература», «Литература народов СССР».
С 1973 г. работала в Институте человека в Удмуртском государственном университете. С 1978 года — на творческой работе.
В 1991 году вернулась к преподавательской деятельности, профессор кафедры русской филологии факультета удмуртской филологии Удмуртского государственного университета.
З. А. Богомолова — делегат съездов Союза писателей СССР и РСФСР. Занималась общественной работой: более 30 лет руководила советом по литературе и искусству Республиканского общества «Знание», была председателем художественного совета Удмуртского пединститута (УГПИ), секретарём Учёного совета института. Избиралась членом совета по прозе Союза писателей РСФСР, членом Высшего творческого совета Союза писателей России, входила в состав Ассоциации финно-угорских писателей России. На протяжении многих лет З. А. Богомолова руководила секцией критики и литературоведения в Союзе писателей Удмуртии. С 1989 года возглавляла Федерацию женщин творческих профессий.
Умерла в Москве 13 октября 2012 года, похоронена в Ижевске.

## Творчество

Делегаты II съезда писателей РСФСР Евгений Евтушенко, Владимир Солоухин, Зоя Богомолова. Москва, Колонный зал Дома Союзов. Март 1965 г.

Исследовала творчество удмуртских поэтов, писателей и композиторов: Кузебая Герда, Кедра Митрея, Флора Васильева, Михаила Петрова, Геннадия Красильникова, Степана Широбокова, Михаила Коновалова и др.
Первая книга Зои Богомоловой вышла в свет в 1962 году в серии книг о выдающихся деятелях удмуртской культуры, была посвящена творчеству удмуртского прозаика Г. Д. Красильникова, затем в 1967 году появилась книга о творчестве М. А. Коновалова.
В 1973 году была принята в Союз писателей СССР.
З. А. Богомолова — автор и составитель книг по истории удмуртской литературы и культуры; её статьи печатались в «Учёных записках», сборниках научных трудов в Казани, Перми, Свердловске, Ижевске, Тарту.

### Литературоведение
- О творчестве Геннадия Красильникова. — Ижевск, 1962. — 80 с.
- Творчество Кедра Митрея. — Ижевск, 1967. — 116 с.
- Песня о родном крае: О некоторых поэтах Удмуртии. — Ижевск: Удмуртия, 1974.
- История удмуртского романа. — Ижевск, 1978. — 135 с.
- Русские поэты Удмуртии: Литературные портреты. — Ижевск, 1979. — 104 с.
- Песня над Чепцой и Камой. — 2-е изд., доп. — М.: Современник, 1981.
- Г. Д. Красильников — писатель и человек (в соавторстве с В. Ванюшевым). — 1982.
- Восхождение: [Сост., предисл., воспоминания о Ф. Васильеве] — Ижевск, 1984. — 347 с.: 2-е изд., доп., 1996. — 475 с.
- Я и в мире боец: Очерки, статьи, воспоминания о М. А. Лямине. — Устинов, 1986. — 288 с.
- Как молния в ночи / Сост., предисл., статьи. О К. Герде,- Ижевск, 1998. — 750 с.
- Река судьбы / Сост., предисл., статьи о М. Петрове. — Ижевск, 2001. — 463 с.
- Опалённый подвиг батыра: Жизнь и творчество Кедра Митрея / Сост. З. А. Богомолова. — Ижевск, 2003. — 351 с.
- Неумолкнувшая песнь соловья: О творчестве С. Широбокова / Сост. З. А. Богомолова. — Ижевск, 2005. — 368 с.
- Музыка — жизнь и любовь моя / Сост., предисл., статьи, воспоминания о Г. М. Корепанове-Камском. — Ижевск, 2004, 2005.
- Всюду — жизнь…: Статьи, очерки, литературные портреты, воспоминания. — Ижевск: Удмуртия, 2008. — 432 с.: вкл. ISBN 978-5-7659-0441-1
- Время и Слово. Голоса современных филологов Удмуртии: Статьи, очерки, заметки / Сос. и науч. подгот. З. А. Богомоловой. — Ижевск: Удмуртия, 2010. — 544 с. ISBN 978-5-7659-0541-8
- Литература в письмах: из переписки З. А. Богомоловой / Сост. З. А. Богомолова. — Ижевск: Удмуртия, 2010. — 368 с. вкл.; 1000 экз. ISBN 978-5-7659-0543-2

### Составление
- На переломе эпох: Союзу писателей Удмуртии 70 лет (1934—2004): Статьи, стихотворения, прозаические произведения, документы. / Сост., подготовка текста З. А. Богомоловой, В. С. Уразаевой, Г. В. Романовой. — Ижевск: Удмуртия, 2006. — 368 с.: вкл. (На удм. и рус. яз.) ISBN 5-7659-0302-9

## Награды и звания
- Медаль «За трудовое отличие» (1944)
- Лауреат Государственной премии Удмуртской Республики (1992)
- Орден Дружбы народов (1999)
- Лауреат литературной премии имени Флора Васильева
- Лауреат Всероссийской литературной премии «Отчий дом» им. братьев Киреевских
- Заслуженный работник культуры Удмуртской Республики
- Почётный гражданин Удмуртской Республики (2002)
- В 2015 году в знак признания высоких заслуг Зои Алексеевны перед удмуртской культурой Президент Удмуртской Республики Александр Волков устроил в своей резиденции торжественный приём, посвящённый 85-летнему юбилею писательницы, на котором она получила из рук главы республики Почётную грамоту, цветы и ценные подарки[2].

## Память
- 5 февраля 2013 года в Удмуртской государственной филармонии состоялся День памяти, посвящённый 90-летию со дня рождения Зои Богомоловой[3].[источник не указан 2169 дней]
- В мае 2014 года постановлением Правительства Удмуртской Республики утверждена ежегодная литературная премия имени Зои Богомоловой. Премия присуждается в двух номинациях — «Литературная критика» и «Библиотека и чтение»[4][5].
- 15-16 февраля 2018 года в библиотеке Удмуртского государственного университета состоялось открытие Международной научно-практической конференции «Богомоловские чтения», посвященной 95-летию со дня рождения Богомоловой[6][7].